# Jämtget

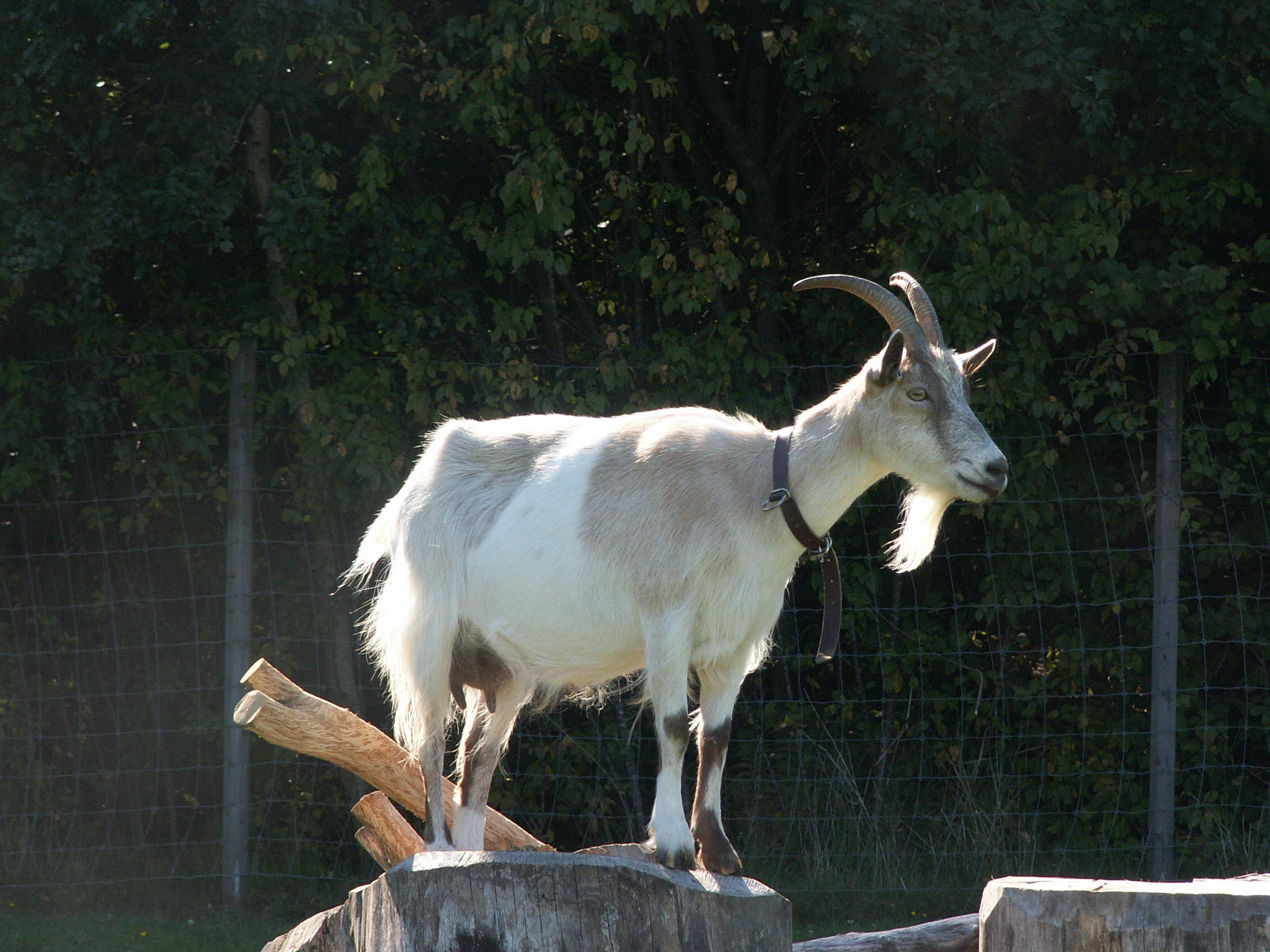
Jämtget på Nordens Ark.

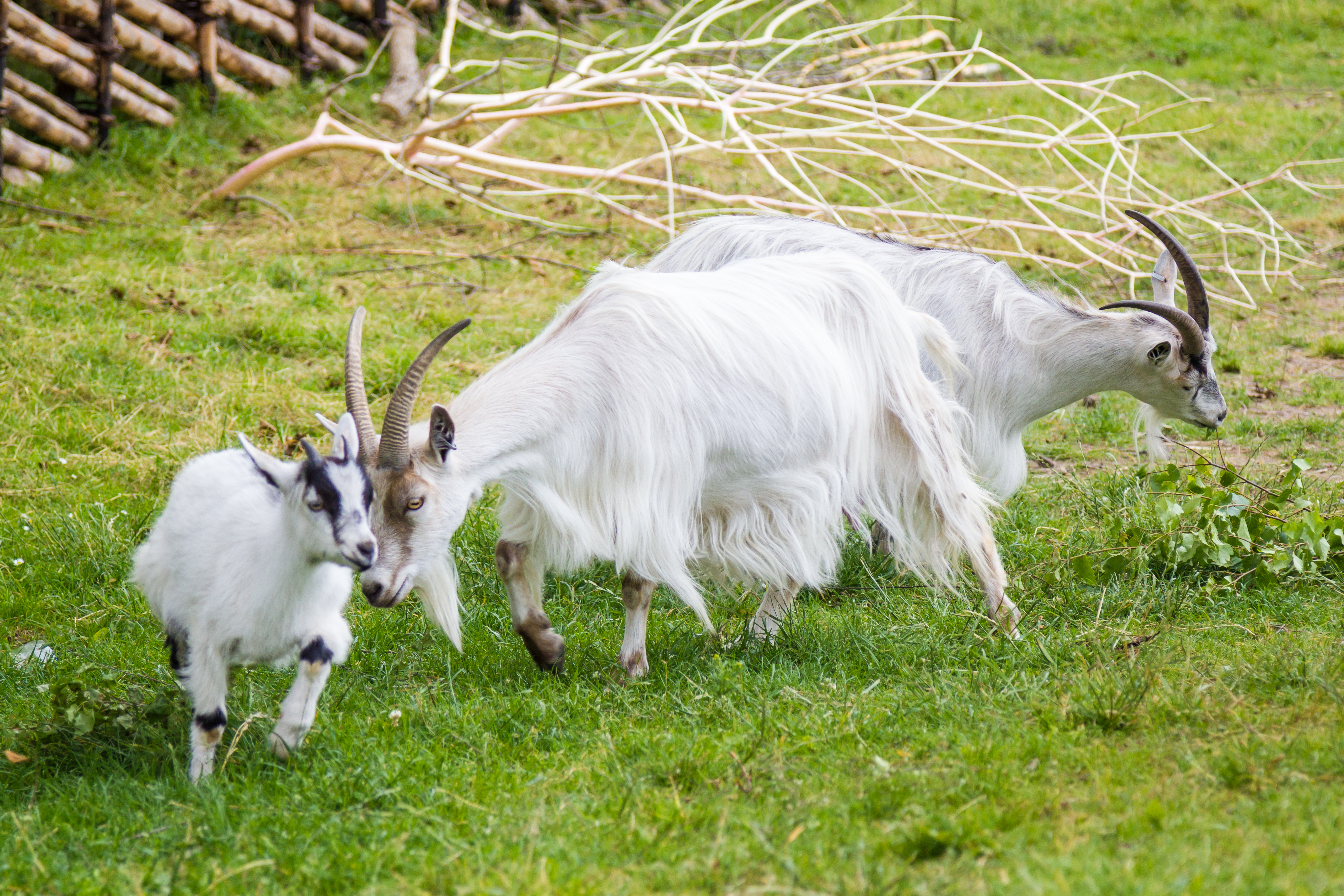
Jämtgetter i Skånes djurpark.

Jämtget är en svensk oförädlad allmogeras av get, som har sitt ursprung på fäbodar i Jämtland. Det är en liten get som förr var vanlig framför allt i Jämtland och Härjedalen. Idag är den spridd över hela landet i huvudsakligen små besättningar på fem till tio djur.
Arbetet för bevarandet av jämtgeten började under 1990-talet. Rasen togs tillvara i Oviken (1951), Aspås (1991), Frösön och Ringvattnet. En viktig källa var getterna ur "Engla-stammen", ur Engla Perssons gård i Aspås 1942, vilka i sin tur hade sitt ursprung på Vannrums gård i Rödöns socken, troligen från åtminstone slutet av 1800-talet. Dessa togs om hand i bevarandearbetet 1991.
Jämtgetens vikt är 35–65 kg, bocken omkring 50–100 kg. Mankhöjden är 55–70 centimeter, bockens 60–80 centimeter. Geten är mest vit, med teckning i svart, grått eller brunt, oftast mörkare på huvudet och på öron och ben. Bruna och viltfärgade djur förekommer, liksom brunbältade. Svartbrokigt har förekommit i någon besättning. Getterna är normalt behornade, vuxna bockar med upp till meterlånga horn, men hornlösa djur förekommer. Djuren äter främst träd- och busksly. De blir högst tolv år gamla.
I slutet av 2016 fanns 478 djur, varav 103 bockar och 375 getter, i 78 besättningar. Geten har en dräktighetstid på fem månader och föder en till två killingar per år.
Jämtlandsget finns i flera djurparker och friluftsmuseer i Sverige, till exempel Jamtli, Skånes djurpark, Fredriksdals friluftsmuseum, Nordens ark, Skansen, Torekällberget, Slottsskogen, Vallby friluftsmuseum, Disagården, Järvzoo och Furuvik.